# Acanthoscurria tarda
Acanthoscurria tarda is een spinnensoort uit de familie van de vogelspinnen (Theraphosidae). De wetenschappelijke naam van de soort werd in 1903 gepubliceerd door Reginald Innes Pocock.
De soort komt voor in Brazilië.